# Michael Ondaatje
Philip Michael Ondaatje, OC, (* 12. září 1943, Srí Lanka) je kanadsko-srílanský prozaik a básník. Proslavil se zejména svým románem Anglický pacient, který získal cenu Booker Prize a za svou zfilmovanou podobu také Oscara.

## Život
Michael Ondaatje se narodil na Srí Lance do rodiny nizozemsko-tamilsko-sinhálsko-portugalského původu. V roce 1954 se s matkou přestěhoval do Anglie. V roce 1962 přesídlil do Kanady a stal se kanadským občanem. Studoval na University of Toronto a později také na Queen's University v Kingstonu.

## České překlady
- Anglický pacient (The English Patient, 1992, česky 1997 v překladu Evy Masnerové, ISBN 80-7203-056-6)
- Anilin přízrak (Anil's Ghost, 2000, česky 2002 v překladu Petra Fantyse, ISBN 80-7207-486-5)
- Máme to v rodině (Running in the Family, 1982, česky 1998 v překladu Hany Zahradníkové, ISBN 80-7203-105-8)
- Sebrané spisy Billyho Kida (The Collected Works of Billy the Kid, 1970, česky 1999 v překladu Jiřího Rothbauera, ISBN 80-7207-264-1)
- Stůl v koutě (Cat's Table, 2011, česky 2013 v překladu Hany Zahradníkové, ISBN 978-80-259-0143-4)